# Delft Zuid
Delft Zuid – przystanek kolejowy w Delfcie, w prowincji Holandia Południowa, w Holandii. Znajdują się tu 2 perony.
| Delft Zuid                                            |  |                       |
| Linia Amsterdam Centraal – Rotterdam Centraal (71 km) |  |                       |
| Schiedam Centrumodległość: 9 km                       |  | Delft odległość: 2 km |